# Gereba (Kramatmulya)
Gereba is een bestuurslaag in het regentschap Kuningan van de provincie West-Java, Indonesië. Gereba telt 1263 inwoners (volkstelling 2010).